# Teufelsstein (Hahnbach)

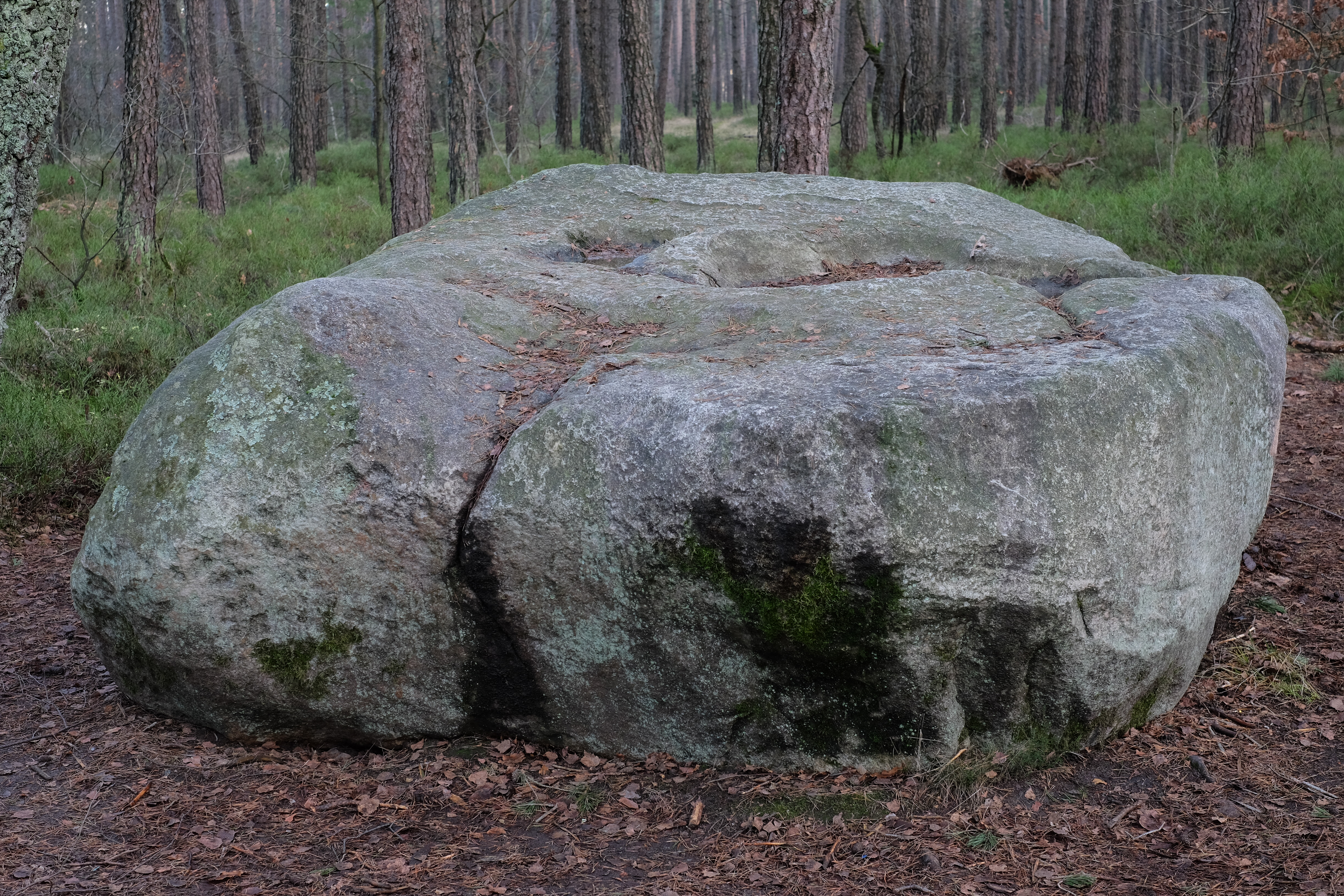
Der Teufelsstein am Kreuzberg

Der Teufelsstein (auch: Teufelstein) ist ein Kallmünzer auf dem Gebiet der Gemeinde Hahnbach im Landkreis Amberg-Sulzbach in Bayern. Der Überlieferung nach war der Teufelsstein eine heidnische Opferstätte. Auch in der einschlägigen Literatur wird er als solche angesprochen, ein Beweis hierfür konnte jedoch noch nicht erbracht werden.

## Lage
Der Teufelsstein liegt im nördlichen Gemeindegebiet der Marktgemeinde Hahnbach unmittelbar an der Grenze zum Gemeindegebiet der Stadt Vilseck ca. 1 km nordwestlich des Ortsteiles Mülles und ca. 350 m nordöstlich des Gipfels des Kreuzbergs.

## Beschreibung
Der tischartige Felsblock ist nach Westen geneigt und besitzt eine Länge von 4 m und eine Breite von 3 m sowie eine mittlere Höhe von 1 m. Auf seiner Oberseite befinden sich zwei amorphe, pfannenartige Vertiefungen unterschiedlicher Größe, die durch Korrosion in Verbindung mit Kleinfrostsprengung entstanden sind. Die von der südlichen Vertiefung zum Rand des Felsblocks führende v-förmige Rinne, über die die Entwässerung der Mulden erfolgt, scheint von Menschenhand nachgearbeitet worden zu sein.
Grabungen im August 2006 zeigten, dass der Gesteinsblock etwa einen halben Meter tief im Boden steckt und eine flache Unterseite besitzt. Sein Volumen beträgt somit etwa 12 Kubikmeter.

## Entstehung
Beim Teufelsstein handelt es sich um ein Reliktgestein der ehemaligen Kreideüberdeckung. Die sandigen Kreidesedimente wurden stellenweise kieselig gebunden. So entstanden sehr harte Quarzsandsteine, die der Verwitterung wesentlich besser widerstanden als die umgebenden und unterlagernden Gesteine. Schließlich blieben sie als Einzelblöcke auf wesentlich älteren Gesteinen (hier Dogger) erhalten. Viele Kallmünzerblöcke wurden im Quartär durch Solifluktion noch verlagert.
Bis vor 25 Jahren gab es auf dem Kreuzberg noch zahlreiche Kallmünzerblöcke. Inzwischen wurden jedoch vor allem die kleineren Exemplare in die Gärten der Umgebung verbracht.
Der Teufelsstein liegt auf einer durchgehenden Limonitsandsteinbank. Es handelt sich dabei um ein festes, eisenschüssiges Gesteinsflöz von rötlicher Farbe. Das auf dem Kreuzberg etwa 60 m mächtig anstehende Paket aus feinkörnigen Doggersanden (Eisensandstein des Braunen Jura) durchziehen mehrere solche Flöze.

## Sage
Eine Wandersage erklärt die Herkunft des Teufelssteins. Franz X. von Schönwerth erzählt die Sage folgendermaßen:

„Der Teufel war auf dem Wege nach dem Blocksberge in einer Walburgisnacht müde geworden; so setzte er sich, um auszufruhen auf das platte Dach des Kirchthurmes zu VILSECK, das eben unter ihm lag. Davon brach der alte morsche Thurm zusammen, und die Vilsecker mußten einen neuen bauen, den sie aber um so spitziger machten, als der erste stumpf war, damit der Teufel nicht wieder darauf rasten könne. So wurde der Vilsecker Thurm der spitzigste in der ganzen OBERPFALZ. Das verdroß natürlich den Teufel; er nahm ein Felsenstück auf den Kopf und trug es gen Vilseck, um den Bau zu zertrümmern. Es war im Vilsecker Wald, wo er ein altes Weib, eine Schusterin und zugleich Vilseckerbötin, des Weges nach HAMBACH gehen sah. Diese frug er, wie weit er noch nach Vilseck habe, er müsse dort den Thurm einwerfen.
Da öffnete die Alter ihren Zegerer voll alter zusammengebettelter Schuhe und erwiderte ihm: "So weit, daß ich alle diese Schuhe schon zugegangen habe; ich komme gerade von dort her." "So weit kann ich den Stein nicht mehr tragen", rief der Teufel voll Zorn und warf das Felsenstück mit solcher Gewalt hin, daß die Splitter, zentnerschwer, heute noch im Walde zerstreut liegen. Der Hauptstein aber, so groß wie ein Bauernhaus, fiel mitten im Walde auf eine Anhöhe; er zeigt noch die Spuren des Trägers, die Bratzen und den Kopf, letzteren so groß wie ein grosses Wasserschäffel. Es ist der Teufelsstein. Ringsum tönt der Boden hohl; daher die Sage, daß hier eine Ortschaft untergegangen. 
Zum Andenken, daß ein altes Weib den Teufel geprellt, errichtete man auf der Anhöhe ein hölzernes Kreuz, wovon Sie den Namen Kreuzberg trägt. Jetzt steht dort ein Kirchlein.“

## Geotopstatus
Der Teufelsstein ist vom Bayerischen Landesamt für Umwelt als geschütztes Geotop ausgewiesen. Dort wird er geführt unter dem Namen Teufelsstein am Kreuzberg NW von Mülles und der Nummer 371R044.
Siehe hierzu auch die Liste der Geotope im Landkreis Amberg-Sulzbach.